# 浮塵根
浮塵根，佛教術語，又作扶塵根。根，指的是眼、耳、鼻、舌、身、意六根中的前五根。五根有兩種：一是浮塵根、另一則是勝義根。

浮塵根指的是在有情身外表，而令人眼睛可見的眼球、皮膚、耳、鼻等的器官。

屬於色法的一類，所以也是色蘊，由四大麤色所組成，相對勝義根來說是屬於較粗重、外顯的一類色法。

## 浮塵根的內容
- 眼：如蒲萄朵
- 耳：如新卷葉
- 鼻：如雙垂爪
- 舌：如初偃月
- 身：如腰鼓顙[4]